# Caronno Pertusella
Caronno Pertusella là một đô thị và thị xã của Ý. Đô thị này thuộc tỉnh Varese trong vùng Lombardia. Caronno Pertusella có diện tích km2, dân số theo ước tính năm 2010 của Viện thống kê quốc gia Ý là 13.102 người. 
Các đơn vị dân cư:
Đô thị Caronno Pertusella giáp với các đô thị: